# Niedereschach
Niedereschach est une commune de Bade-Wurtemberg (Allemagne), située dans l'arrondissement de Forêt-Noire-Baar, dans le district de Fribourg-en-Brisgau. Au 31 décembre 2008, il y avait 6 028 habitants.